# Бюргерс, Томас Франсуа
Томас Франсуа Бюргерс (нидерл. Thomas Francois Burgers; 15 апреля 1834, Храфф-Рейнет, Капская колония — 9 декабря 1881, Ричмонд, Капская колония) — 4-й президент Южно-Африканской республики (1872—1877).

## Биография
Родился в городе Храфф-Рейнет 15 апреля 1834.
В 1859 году, получив степень доктора богословия в Утрехтском университете, стал священником голландской реформатской церкви. В 1862 году был отрешен от должности Капским синодом за свои неортодоксальные взгляды, где он подвергал сомнению буквальную истину Библии. Решение было отменено в 1867 году.
1 июля 1872 год был избран президентом Южно-Африканской республики. В 1877 году позволил англичанам аннексировать республику.
Умер в 47 лет в 1881.